# دوغلاس جيلفيلان
دوغلاس جيلفيلان (بالإنجليزية: Douglas Gilfillan) هو عالم نبات ومحامي جنوب أفريقي، ولد في 25 يونيو 1865 في كاردوك ‏ في جنوب أفريقيا، وتوفي في 5 سبتمبر 1948 في روديبورت في جنوب أفريقيا.

## السيرة الشخصية
دخل جيلفيلان المدرسة في كرادوك، حيث كان والده إدوارد يعمل محاميا. بعد أن خدم ككاتب مفصل في مكتب محاماة كيب تاون، تم قبوله كمحام وكاتب عدل في المحكمة العليا في كيب كولوني. انتقل إلى باربرتون في عام 1888 واستمر في ممارسة مهنته هناك حتى عام 1893. وخلال ذلك الوقت انضم إلى جمعية باربرتون العلمية والأدبية والتقى بعالم النبات إرنست غالبين حيث جمعتهما علاقة صداقة. تزوج جيلفيلان من صوفيا ماريا ماجدالينا دي جونغ، وتزوج غالبين من شقيقتها ماري إليزابيث. 

## الحياة العملية
في عام 1893 انتقل جيلفيلان إلى جوهانسبرغ وأسس شركة محاماة تعرف الآن باسم بومان جيلفيلان. خلال الجزء المبكر من حياته في يوهانسبرغ، التي كانت آنذاك جزءًا من جمهورية ترانسفال، أصبح عضوًا في لجنة الإصلاح، وهي منظمة من يويتلاندرز كانوا يبحثون عن دور سياسي متزايد للمهاجرين. تم سجن جيلفيلان مع العديد من الأشخاص الآخرين بعد غارة جيمسسون. تمت محاكمة أعضاء لجنة الإصلاح وحكم عليهم بالإعدام. تم تخفيض الحكم لاحقًا إلى غرامة قدرها 2000 جنيه إسترليني. دفع السيد آبي بيلي غرامة جيلفيلان وأُطلق سراحه وواصل ممارسته القانونية. خدم جيلفيلان كقبطان في فوج الإمبراطورية الخفيفة في حرب البوير.   عندما انتهت حرب البوير، تم تعيين جيلفيلان كعضو في المحكمة الجنائية الخاصة لجوهانسبرغ وقاضٍ بالنيابة في بوكسبورج وجيرميستون.

## جمع النباتات
جمع جيلفيلان أكثر من 500 عينة نباتية. وقد جمع هذه في المناطق المحيطة بجوهانسبرج (1898- 1899)، ميدل بورغ، كيب الشرقية (1899)، هايدلبرغ، غوتنغ ويتبانك (1905). أرسل جيليفلان عيناته إلى غالبين، الذي قام بدمجها في المعشبة الخاصة به باسم غيليفلان. شكّل غالبين نواة المعشبة الحكومية في بريتوريا.

## التكريم
تم تسمية الأنواع النباتية التالية تكريما له: Canthium gilfillanii، Zygophyllum gilfillanii، Europs gilfillanii.  

## وصلات خارجية
- السيرة الذاتية